# Casa del timbaler
La casa del timbaler era un edifici situat a la cantonada dels carrers del Pou de la Figuera i d'en Serra Xic del barri de Santa Caterina, avui desaparegut.
El més remarcable d'aquesta construcció eren els esgrafiats, que incloïen la figura d'un timbaler amb indumentària siscentista que Ramon Nonat Comas relacionava amb un personatge popular del barri, anomenat «En Tantarantana», reflectit en el nom d'un carrer proper, així com un lleó coronat que mostrava la cartel·la amb la data 1789.

## Història

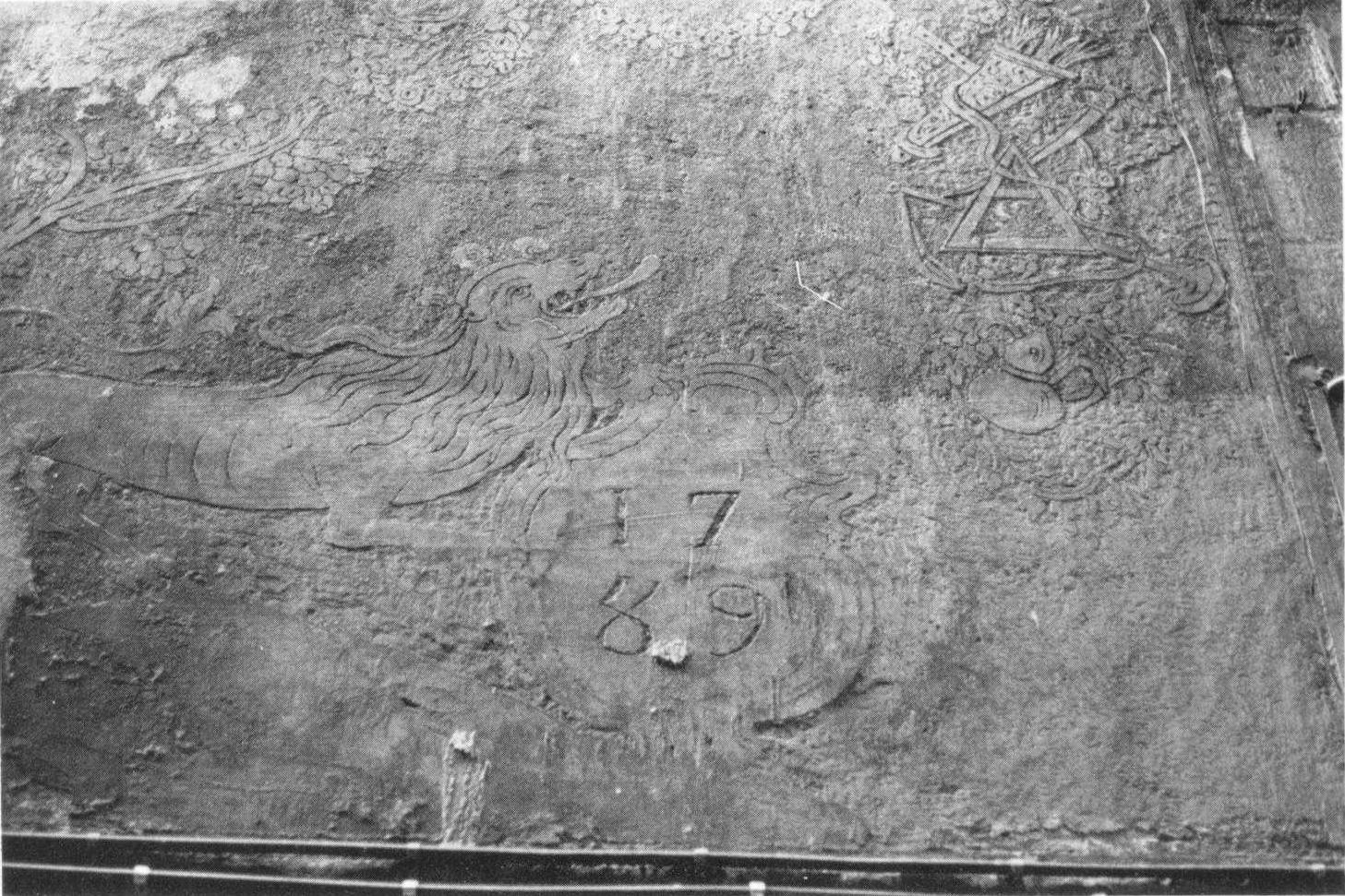
Lleó coronat i cartel·la amb la data 1789

El 1789, l'assaonador Pau Baladia, que havia adquirit la finca de mans del comerciant i mestre de cases Josep Ribes i Margarit, va presentar una sol·licitud per a reedificar-la amb planta baixa, entresol i quatre pisos
Malgrat estar inclòs al Catàleg de Patrimoni del 1979, aquest edifici fou descatalogat i enderrocat a la dècada del 1990, afectat pel PERI del Sector Oriental del Centre Històric de Barcelona (barris de Sant Pere, Santa Caterina i la Ribera), aprovat el 1985.